# West Point (Mississippi)
West Point is een plaats (city) in de Amerikaanse staat Mississippi, en valt bestuurlijk gezien onder Clay County.

## Demografie
Bij de volkstelling in 2000 werd het aantal inwoners vastgesteld op 12.145.
In 2006 is het aantal inwoners door het United States Census Bureau geschat op 11.529, een daling van 616 (-5.1%).

## Geografie
Volgens het United States Census Bureau beslaat de plaats een oppervlakte van
54,6 km², waarvan 53,9 km² land en 0,7 km² water. West Point ligt op ongeveer 60 m boven zeeniveau.

## Plaatsen in de nabije omgeving
De onderstaande figuur toont nabijgelegen plaatsen in een straal van 28 km rond West Point.

## Geboren
- Barrett Strong (1941-2023), zanger en songwriter
- Floyd Heard (24 maart 1966), atleet